# تامي ميرفي
تامي ميرفي (بالإنجليزية: Tammy Murphy)‏ هي مصرفية أمريكية، ولدت في 5 أغسطس 1965 في فرجينيا بيتش في الولايات المتحدة.